# لي بينيت
لي بينيت (بالإنجليزية: Lee Bennett)‏ (19 سبتمبر 1990 ببارنسلي في المملكة المتحدة - ) هو لاعب كرة قدم بريطاني في مركز الوسط. لعب مع Friska Viljor FC ‏ وفريكلي أثلتيك ‏ وOssett Albion A.F.C. ‏ وأوست تاون ‏ ولينكولن سيتي أف سي وAthersley Recreation F.C. ‏ وGlasshoughton Welfare A.F.C. ‏ وPontefract Collieries F.C. ‏.

## وصلات خارجية
- لي بينيت على موقع قاعدة بيانات كرة القدم.إي يو (الإنجليزية)
- لي بينيت على موقع Soccerbase.com (لاعب) (الإنجليزية)